# 38-cm-Kanone Siegfried (E)
Die 38-cm-Kanone Siegfried (E) war ein deutsches Eisenbahngeschütz der Wehrmacht im Zweiten Weltkrieg.

## Geschichte
Bei der Kanone handelte es sich um eine modifizierte 38-cm-Schnelladekanone C/34, wie sie auf den deutschen Schlachtschiffen Bismarck und Tirpitz eingesetzt wurde.
Die zwischen 1939 und 1943 in drei Exemplaren gebaute Kanone konnte unabhängig von vorhandenen Gleisstrecken auf kurzfristig gebauten Gleisen und Drehscheiben eingesetzt werden.
Für die 294.000 Kilogramm schwere Kanone gab es zwei verschiedene Geschosse. Die leichte Granate wog 495 Kilogramm und konnte bis zu 55.700 Meter weit geschossen werden. Die normale Granate mit 800 Kilogramm reichte dagegen nur 42.100 Meter weit. Die Lebensdauer eines Rohres betrug 240 Schuss.

## Technische Daten und Munition
Die technischen Daten und die Munition entsprechen weitgehend dem Basisgeschütz, wobei die Gewichte zur Lafettierung auf den Eisenbahnfahrzeugen abweichen.